# Corythalia cincta
Corythalia cincta är en spindelart som först beskrevs av Badcock 1932.  Corythalia cincta ingår i släktet Corythalia och familjen hoppspindlar. Inga underarter finns listade i Catalogue of Life.